# FCV Dender EH
Football Club Verbroedering Dender Eendracht Hekelgem – belgijski klub piłkarski z siedzibą w mieście Denderleeuw. Ten klub jest połączeniem dawnych FC Dendereeuw i Eendracht Hekelgem. Obecna nazwa wywodzi się od nazwy rzeki, które płynie przez miasto. Drużyna piłkarska rozgrywa swoje mecze na stadionie Florent Beeckmanstadion. Klub z obecną nazwą zajął 1. miejsce w rozgrywkach 3 ligi, sezon później również najlepsi okazali się w drugiej lidze, co dało im awans do najwyższej klasy rozgrywkowej – Eerste Klasse. W sezonie 2008/2009 spadł do Tweede klasse.

## Historia
Początki FC Denderleeuw sięgały już roku 1952, kiedy to drużyna została zarejestrowana do lokalnych rozgrywek. W 1996 roku klub awansował do drugiej ligi, a rok później znalazł się już w Eerste Klasse.
Po zakończeniu sezonu 2000/2001 F.C. Denderleeuw połączył się z  F.C. Eendracht Hekelgem i klub przybrał nazwę F.C. Denderleeuw E.H. Z kolei w 2005 roku już jako nowa drużyna rozpoczęła rozgrywki pod nazwą Verbroedering Denderhoutem.

## Sukcesy
- II liga belgijska

Zwycięzcy: 2007

Wicemistrz: 1998
- III liga A

Zwycięzcy: 2006